# TheFatRat
Christian Friedrich Johannes Büttner (Göttingen, 1 de junho de 1979), mais conhecido pelo nome artístico TheFatRat, é um produtor alemão de música eletrônica. Seu estilo é frequentemente associado ao "glitch-hop". TheFatRat é mais conhecido por sua música "Unity", de 2014, que possui mais de 270 milhões de visualizações no YouTube e por seu EP de 2016 intitulado "Jackpot" que atingiu a posição de número 23 na Billboard em Dance/Electronic Albums. TheFatRat também alcançou a posição de número 15 na Billboard's Next Big Sound em fevereiro de 2015.

## Carreira
Em sua juventude, Büttner praticava flauta aos quatro anos de idade, piano com a idade de 5 anos e participou de aulas de música em sua escola. Büttner começou a produzir música em 2001 sob seu nome verdadeiro. Ele começou fazendo música de fundo para televisão, rádio e anúncios e produziu música para DJs.
Em 2010, Büttner produziu a música "Mignon Mignon" para René La Taupe, que se tornou o single número um na França. Nessa época, ele também produziu a música "Audubon Ballroom" para o álbum de Lupe Fiasco Food & Liquor II: The Great American Rap Album Pt. 1, que alcançou a posição de número 5 na Billboard 200.
Em julho de 2011, começou a produzir músicas solo sob o pseudônimo TheFatRat, um apelido dado a ele em sua juventude. Sua carreira começou com o lançamento de seu primeiro EP, Do Be Do Be Do.
Em 2016, as músicas de Büttner foram usadas em mais de 1,5 milhão de vídeos do YouTube. Seu single "Unity" foi incluído no álbum Sounds of Syndication Vol. 1 curado por Tom Cassell, um dos streamers com mais inscritos na Twitch. Em novembro de 2016, Büttner lançou seu segundo EP, "Jackpot", pela gravadora Universal Music.
Em junho de 2017, Büttner lançou "Fly  Away" com a vocalista Anjulie. Em julho do mesmo ano, ele se apresentou no Electric Forest Festival. Em outubro de 2017, ele lançou o single "Oblivion" com a vocalista Lola Blanc.
Em março de 2018, Büttner lançou o single "MAYDAY". Em julho de 2018, ele lançou "Warrior Songs", um pacote de músicas para o videogame Dota 2, disponibilizado no jogo em 13 de setembro de 2018, de acordo com Matthew "Cyborgmatt" Bailey, diretor de operações de Team Secret.
Em dezembro de 2018, Büttner postou um vídeo sobre como o sistema de identificação de conteúdo do YouTube está "quebrado", e como um usuário anônimo conhecido como Ramjets reivindicou todos os ganhos para sua música "The Calling" e a plataforma se recusou a resolver a disputa dos direitos autorais da música. A reivindicação foi removida do YouTube mais tarde.
Em fevereiro de 2020, a Redbull.com produziu um minidocumentário de 10 minutos sobre Büttner e sua carreira intitulado: TheFatRat: Everything You Ever Wanted To Know About Him, que foi lançado dentro do seu artigo "TheFatRat: Meet the EDM DJ who's elevated video game music to high art".
Em 7 de fevereiro de 2020, Büttner lançou um videoclipe no YouTube de ficção científica, com sua participação junto com Maisy Kay para a canção "The Storm".  O videoclipe foi filmado na Islândia, no primeiro dia na Caverna de Surtshellir, no segundo dia na Montanha de Hekla e em Hjörleifshöfði um aplicativo para celular chamado The Storm - Interactive foi lançado para acompanhar o videoclipe, no qual se pode jogar pela história do vídeo.

## Discografia

### EPs
| Ano  | Título                              | Informação | Desempenho nas tabelas musicais |
| Ano  | Título                              | Informação | EUA Billboard Dance             |
| ---- | ----------------------------------- | --- | ------------------------------- |
| 2011 | Do Be Do Be Do                      | - Lançado em 28 de julho de 2011 - Gravadora: (independente) - Formato: download digital                                                     | –                               |
| 2016 | Jackpot                             | - Lançado em 18 de novembro de 2016 - Gravadora: Universal Music - Formato: download digital                                                 | 23                              |
| 2018 | Warrior Songs (do videogame Dota 2) | - Lançado em 20 de julho de 2018 e 13 de setembro de 2018 (no jogo)[carece de fontes?] - Gravadora: The Arcadium - Formato: download digital |                                 |
| 2020 | Classics                            | - Lançamento: 12 de junho de 2020 - Gravadora: The Arcadium - Formato: download digital                                                      | ASA                             |

### Singles
| Título                                      | Data | Álbum             | Gravadora        |
| ------------------------------------------- | ---- | ----------------- | ---------------- |
| "Some Body"                                 | 2011 | Do Be Do Be Do EP | independente     |
| "Less Than Three"                           | 2011 | Do Be Do Be Do EP | independente     |
| "Do Be Do Be Do"                            | 2011 | Do Be Do Be Do EP | independente     |
| "Splinter"                                  | 2013 | Singles sem álbum | Spinnin' Records |
| "Dancing Naked"                             | 2013 | Singles sem álbum | The Arcadium     |
| "Infinite Power!"                           | 2014 | Rocket League OST | The Arcadium     |
| "Unity"                                     | 2014 | Singles sem álbum | The Arcadium     |
| "Windfall"                                  | 2014 | Singles sem álbum | The Arcadium     |
| "Xenogenesis"                               | 2014 | Singles sem álbum | The Arcadium     |
| "Never Be Alone"                            | 2015 | Singles sem álbum | The Arcadium     |
| "Time Lapse"                                | 2015 | Singles sem álbum | The Arcadium     |
| "Telescope"                                 | 2015 | Singles sem álbum | Seeking Blue     |
| "Monody" (participação de Laura Brehm)      | 2015 | Singles sem álbum | The Arcadium     |
| "The Calling" (participação de Laura Brehm) | 2016 | Singles sem álbum | The Arcadium     |
| "No No No"                                  | 2016 | Singles sem álbum | The Arcadium     |
| "Youtubers Life Rap" (com Kronno Zomber)    | 2016 | Singles sem álbum | The Arcadium     |
| "Fly Away" (participação de Anjulie)        | 2017 | Singles sem álbum | Universal Music  |
| "Oblivion" (participação de Lola Blanc)     | 2017 | Singles sem álbum | Universal Music  |
| "MAYDAY" (participação de Laura Brehm)      | 2018 | Singles sem álbum | Universal Music  |
| "Chosen" (com Anna Yvette e Laura Brehm)    | 2019 | Singles sem álbum | Universal Music  |
| "Solitude" (com Slaydit)                    | 2019 | Singles sem álbum | Universal Music  |
| "Sunlight" (com Phaera)                     | 2019 | Singles sem álbum | The Arcadium     |
| "Stronger" (com Slaydit e Anjulie)          | 2019 | Singles sem álbum | Monstercat       |
| "Close To The Sun" (com Anjulie)            | 2019 | Singles sem álbum | The Arcadium     |
| "Rise Up"                                   | 2019 | Singles sem álbum | Enter Records    |
| "The Storm" (com Maisy Kay)                 | 2020 | Singles sem álbum | The Arcadium     |
| "Electrified"                               | 2020 | Singles sem álbum | The Arcadium     |
| "We'll Meet Again" (com Laura Brehm)        | 2020 | Singles sem álbum | The Arcadium     |
| "Rule the World" (com AleXa)                | 2020 | Singles sem álbum | The Arcadium     |